# The Cecil Taylor Unit
The Cecil Taylor Unit – studyjny album pianisty Cecila Taylora, nagrany w kwietniu 1978 i wydany w tym samym roku.
Album ten jest jednym z trzech nagranych w 1978 r. i firmowanych przez The Cecil Taylor Unit. Jest to w historii nagrań Taylora ewenement, gdyż bywały okresy, kiedy nie mógł znaleźć firmy gotowej do wydania jego muzyki. Dlatego pewne lata jego rozwoju nie zostały w ogóle udokumentowane, np. nie istnieją nagrania pianisty z lat 1970-1973.
Zespół Taylora był w czasie nagrywania albumu sekstetem. Instrumentarium zostało poszerzone o skrzypce.

## Lista utworów
Album analogowy
Strona A
1. „Idut” – 14:40
2. „Serdab” – 14:13

Strona B
1. „Holiday En Masque” – 29:41

Dysk (CD)
1. „Idut” – 14:40
2. „Serdab” – 14:13
3. „Holiday en Masque” – 29:41

- Wszystkie kompozycje autorstwa Cecila Taylora

## Twórcy
Sekstet
- Cecil Taylor – fortepian
- Raphé Malik – trąbka
- Jimmy Lyons – saksofon altowy
- Sirone – kontrabas
- Ramsey Ameen – skrzypce
- Ronald Shannon Jackson – perkusja

## Dodatkowe informacje
Album analogowy
- Producent – Sam Pakins
- Inżynier dźwięku, montaż i miksowanie – Don Puluse
- Inżynier-asystent nagrywający – Ken Robertson
- Koordynacja – Kay Blackburn
- Studio – Columbia Recording Studios w Nowym Jorku
- Tekst we wkładce "The World of Cecil Taylor" – Spencer Richards i Ramsey Ameen
- Obraz na okładce – David X. Xuong – "Hounfor", akwarela
- Projekt okładki – Elaine Shererr Cox
- Firma nagraniowa – New World Records
- Data wydania – LP 1978
- Numer katalogowy: 201

Dysk  (CD)
- Mastering – Judith Sherman i E. Amelia Rogers/Soundmirror, Inc.
- Numer katalogowy – NW 201-2 (1992)